# Elmar Spohn
Elmar Spohn (* 31. Mai 1967 in Kandern) ist ein deutscher evangelischer Theologe, Missiologe, Dozent, Historiker und Autor etlicher Fachbücher der Disziplinen Theologie und Missiologie.

## Leben und Wirken
Spohn absolvierte von 1990 bis 1993 eine theologische Ausbildung an der Bibelschule Kirchberg, dem 1994 ein Halbjähriges Missionspraktikum am ACTS-Institute in Bangalore (Indien) folgte. Sein Studium ab 1996 zum „Master of Arts in Missiology“ schloss er 1998 an der Akademie für Weltmission (AWM), dem deutschen Zweig der Columbia International University in Korntal zum Master of Arts in Bibelwissenschaften ab. Nach einem Gemeindepraktikum 1999 in der Freien evangelischen Gemeinde Halver studierte ab 2004/05 bei der Gesellschaft für Bildung und Forschung in Europa (GBFE) in Wiedenest mit Schwerpunkt Missionstheologie und erlangte 2008 mit seiner Master-Thesis über Die Allianz-Mission und der Bund Freier Evangelischer Gemeinden (BFeG): Die Geschichte ihrer Beziehung und deren theologische Begründung den Master of Theology an der University of South Africa (UniSA). Dort absolvierte er ab 2010 ein Promotionsstudium, wo er 2014 mit seiner Dissertation zum Thema Zwischen Anpassung, Affinität und Resistenz: Eine historische Studie zu evangelischen Glaubens- und Gemeinschaftsmissionen in der Zeit des Nationalsozialismus. zum Doctor of Theology promovierte.
Spohn war von 2000 bis 2008 Dozent an der Katungulu Bible Training School (KBTS) in der Nähe von Mwanza und Koordinator der TEE-Programme (Theological Education by Extension) der Africa Inland Church (AIC) Tansania. Seit 2013 ist er als Dozent für interkulturelle Studien an der CIU Korntal (vormals European School of Culture and Theology der AWM Korntal) und als Gastdozent an diversen theologischen Ausbildungsstätten in Deutschland tätig.

## Privates
Spohn ist seit 1994 mit Marietta verheiratet, hat zwei Kinder und wohnt in Waiblingen.

## Auszeichnungen
2000: Gewinner des George W. Peters Junior Preis.

## Veröffentlichungen
- Mission und das kommende Ende: Karl Hartensteins Verständnis der Eschatologie und dessen Auswirkungen auf die Mission, Verlag der Liebenzeller Mission, Bad Liebenzell 2000, ISBN 978-3-88002-712-1.
- Die Allianz-Mission und der Bund Freier evangelischer Gemeinden. Die Geschichte ihrer Beziehung und deren theologische Begründung, SCM Bundes-Verlag, Witten 2011, ISBN 978-3-86258-002-6.
- Zwischen Anpassung, Affinität und Resistenz. Die Glaubens- und Gemeinschaftsmissionen in der Zeit des Nationalsozialismus, Lit Verlag, Münster 2016, ISBN 978-3-643-13213-0.

als (Mit)Herausgeber
- mit Erhard Michel und Johannes Reimer: Christus für die Welt. Theologische Beiträge zur Mission und Gemeindegründung, SCM Bundes-Verlag, Witten 2014, ISBN 978-3-86258-039-2.
- Gottes Handeln in der Geschichte: Einschätzungen – Ergebnisse – Diskussionen. Festschrift für Klaus Wetzel zum 65. Geburtstag, Korntaler Reihe; Band 13, VTR Verlag für Theologie und Religionswissenschaft, Nürnberg 2017, ISBN 978-3-95776-076-0.
- mit Klaus W. Müller: Interkulturelle Theologie versus Missiologie. Beiträge zu Geschichte – Mission – Theologie (Festschrift für Bernd Brandl zum 65. Geburtstag), VTR Verlag, Nürnberg 2020, ISBN 978-3-95776-101-9.
- mit Meiken Buchholz: Die Gründer und ihre Kinder. Beiträge zum Generationenwechsel in Migrationsgemeinden und christlichen Werken, VTR, Nürnberg 2021, ISBN 978-3-95776-094-4.
- mit Eberhard Werner: Polyphone Klangräume. Musik in theologischen und interkulturellen Diskursen, VTR, Nürnberg 2022, ISBN 978-3-95776-151-4.

Aufsätze
- Die notae der wahren Kirche: Beobachtungen zu Karl Hartensteins heilsgeschichtlich-eschatologischer Ekklesiologie, in: Theologisches Gespräch (2/2005): 47-70. ISSN 1431-200X.
- Stimme der Väter – Mission und Passion: Hartenstein-Texte ausgewählt und eingeleitet, in: Theologische Beiträge (2005/1): 44-48. ISSN 0342-2372.
- Was der reformierte Systematiker Otto Weber der Mission hinterließ?, in: Evangelikale Missiologie (2006/3): 91-98. ISSN 0177-8706.
- Ratlos vor der Eschatologie? Gedanken zur Überwindung defizitärer Eschatologie in holistischen Ansätzen der Evangelikalen, in: Ebeling, Rainer & Meier, Alfred (Hrsg.): Missionale Theologie – GBFE-Jahrbuch 2009. Marburg: Francke 2009: 96-112. ISBN 978-3-86122-967-4.
- Wir haben mehr oder weniger geschwiegen dazu. Verwicklungen – Ambivalenzen – Opportunismus: Die Allianz-China-Mission in der NS-Zeit, in: Monatshefte für Evangelische Kirchengeschichte des Rheinlandes (2009/58): 205-217.
- War zeal, nationalism and unity in Christ: evangelical missions in Germany during World War I, in: Studia Historiae Ecclesiasticae (2009/35): 323-336. ISSN 1017-0499.
- Durch Blut und Eisen. Zeitgeist und Hermeneutik im 1. Weltkrieg, in: Faix, Tobias; Wünch, Hans-Georg & Meier, Elke (Hrsg.):Theologie in Kontext von Biographie und Weltbild - GBFE-Jahrbuch 2011/2012. Marburg: Francke 2011: 313-331. ISBN 978-3-86827-282-6.
- Die Glaubens- und Gemeinschaftsmissionen in der Zeit des Nationalsozialismus (Forschungsbericht), in: Freikirchen-Forschung (2012/21): 262-274. ISBN 978-3-934109-13-1.
- Rechtgläubigkeit versus Kontexttheologie. Der Umgang der Allianz-Mission mit der kontextuellen Christologie des Japaners Nobuo Odagiri, in: Christus für die Welt. Theologische Beiträge zur Mission und Gemeindegründung. Bundes-Verlag, Witten 2014, S. 325–343. ISBN 978-3-86258-039-2.
- Mission zwischen "nationalreligiöser Eigenart" und Internationalität: Reaktionen im Verband der China Inland Mission während des Ersten Weltkriegs, in: Evangelikale Missiologie 2015/2.

Lexikonartikel
- Hartenstein, Karl (1894-1952), in: Evangelisches Lexikon für Theologie und Gemeinde.
- Zimmermann, Kurt. In: Biographisch-Bibliographisches Kirchenlexikon (BBKL). Band 29, Bautz, Nordhausen 2008, ISBN 978-3-88309-452-6, Sp. 1593–1595.
- Zantopp, Eduard. In: Biographisch-Bibliographisches Kirchenlexikon (BBKL). Band 31, Bautz, Nordhausen 2010, ISBN 978-3-88309-544-8, Sp. 1535–1537.
- Zeller-Plinzner, Frieda. In: Biographisch-Bibliographisches Kirchenlexikon (BBKL). Band 37, Bautz, Nordhausen 2016, ISBN 978-3-95948-142-7, Sp. 1530–1535.
- Müller, Joachim Hermann (1891-1966), in: BBKL Bd. XXXVI, Nordhausen 2015, Spalten 917-921.
- Sattler, Jaija [Josef], Bibelübersetzer, "Zigeunermissionar" und Opfer des nationalsozialistischen Rassenwahns, in: BBKL Herzberg: Bautz 2015, Bd. 36.
- Löwenstein, Hugo (1886-1944), in: BBKL Bd. XXXVII, Nordhausen 2016, in Vorbereitung.